# Ensinistrament de gossos pigall
L'ensinistrament de gossos pigall comença quan el gos ha acabat el seu període amb la família educadora (les famílies seleccionades es fan càrrec quan el cadell té 6 setmanes de vida fins que arriba a l'any) i dura entre 6 i 10 mesos.
Durant l'ensinistrament al gos pigall se li introdueix l'arnès; una part indispensable perquè l'usuari es guiï pels moviments del gos a través d'ell. Aquest consta de dues parts; una de cuir que envolta el gos i la nansa de metall que serveix perquè la persona s'agafi.
Una vegada el gos està habituat a l'arnès i a l'ensinistrador, comença el procés d'ensinistrament. El gos aprèn a caminar en línia recta i evitar obstacles. Marca les voreres, les portes, entrades, vies del tren. De mica en mica augmenta la dificultat a partir de l'assimilació dels coneixements adquirits. En aquest procés es reforça positivament amb premis el comportament del gos per les tasques ben fetes. També s'utilitza el càstig però mai amb violència, simplement un crit o una estirada de la corretja. Després es torna a repetir l'exercici perquè el gos l'assimili satisfactòriament.
Una vegada el gos està preparat, es busca un usuari d'acord amb les seves característiques: alçada, velocitat del gos, mida… Amb això el que es pretén és buscar la fusió entre el gos i la persona perquè hi hagi una bona compenetració.

## Història
A finals del segle xviii van sorgir els primers gossos guia, i després de la I Guerra Mundial es va obrir a Alemanya la primera Escola.

## Races
Pastor Alemany
- Esperança de vida de12 anys
- Originari d'Anglaterra
- Personalitat: juganers, agraïts, intel·ligents, obedients,...
- Pes: entre 40 a 50 kg.
- Problemes: són dominants, problemes de displàsia...

Golden Retriever
- Esperança de vida de 12 anys
- Originari de Canadà
- Personalitat: amistosos, tranquils, agraeixen la companyia...
- Pes fins a 36 Kg.
- Problemes poden arribar a ser agressius, obesitat...

Labrador Retriever Coat Retriever
- Esperança de vida de 12 anys
- Originari de Canadà
- Personalitat: molt tranquils, sensibles, juganers,...
- Pes fins a 45 Kg.
- Problemes: Obesitat, displàsia...

Coat Retriever
- Esperança de Vida
- Originari de Gran Bretanya
- Personalitat: afectuosos, juganers,...
- Pes fins a 34 Kg.
- Problemes: són difícils d'ensinistrar